# Omurtag

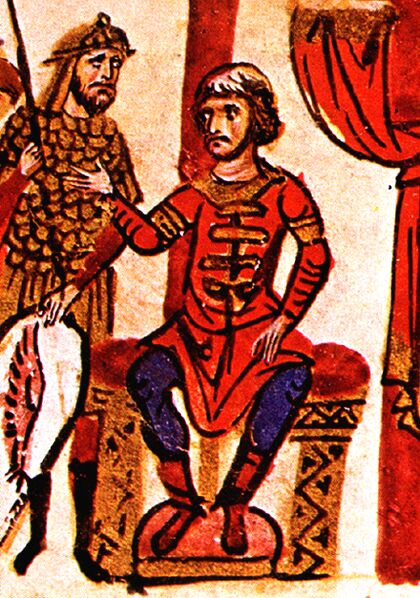
Omurtag in der Chronik des Johannes Skylitzes.

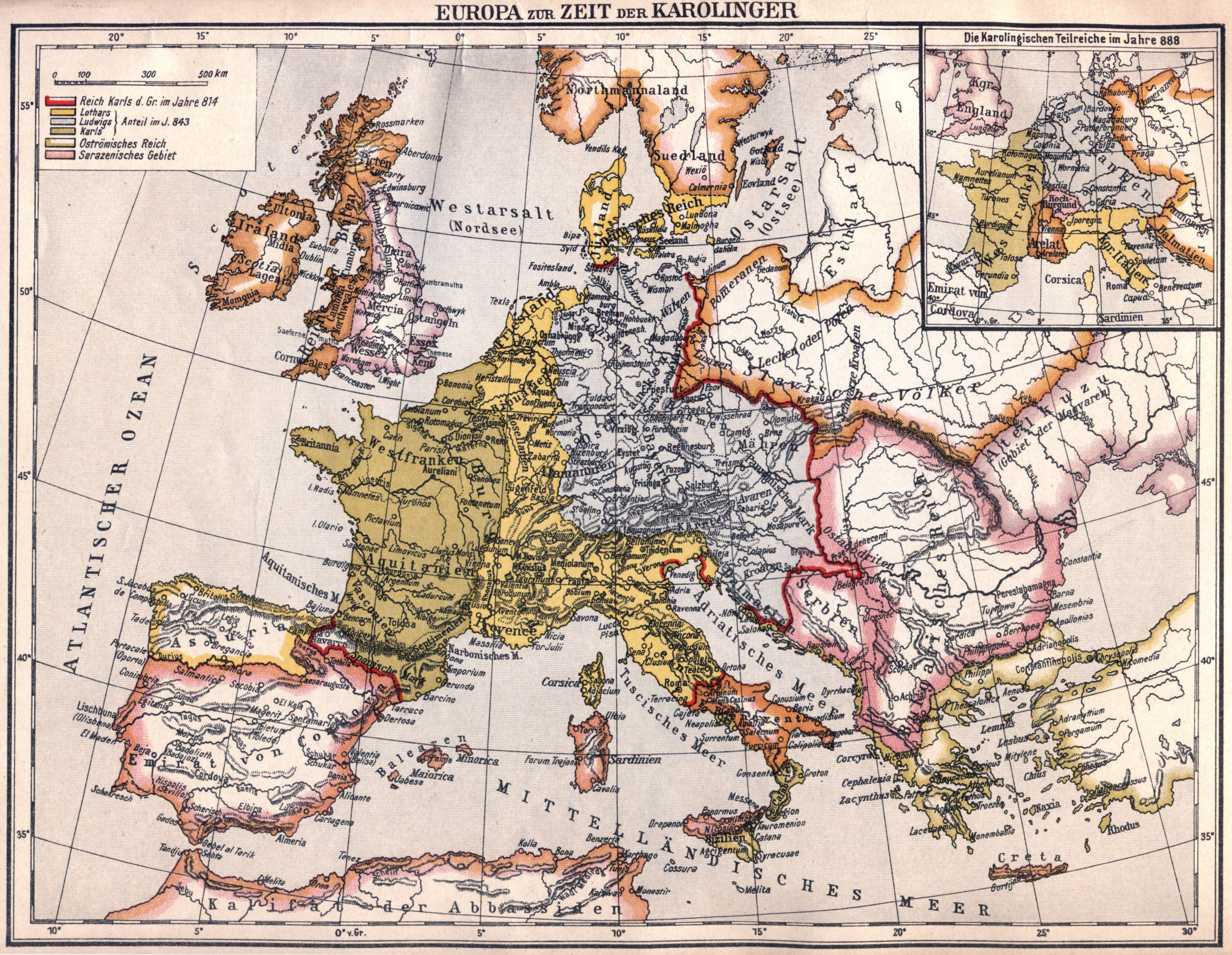
Das Bulgarische Reich und Europa um 814

Omurtag war von 814 bis 831 Khan der Bulgaren.

## Leben
Omurtags Vater war der Bulgarenkhan Krum. Nach Krums Tod folgten für kurze Zeit dessen Brüder nach, die in byzantinischen Quellen Dukumos und Ditzeugos genannt werden.
Wohl nach 814 kam es zu harten Repressalien gegen die christlich-byzantinische Bevölkerung, die im bulgarischen Herrschaftsgebiet lebte. Allerdings ist dabei unklar, ob die christenfeindlichen Maßnahmen von Omurtag oder seinem direkten Vorgänger Ditzeugos ausgingen. In den byzantinischen Quellen finden sich jedenfalls Berichte, nach denen den Christen in Thrakien die Wahl gelassen wurde, das Fleischverbot der Fastenzeit zu brechen oder zu sterben. 14 Männer erlitten schließlich das Martyrium. Andere Quellen berichten von Massakern an Gefangenen.
In manchen Quellen wird Omurtag direkt für die christenfeindlichen Maßnahmen verantwortlich gemacht, dennoch entspannten sich in der Folgezeit die Beziehungen zu Byzanz. Daraus kann nun vielleicht abgeleitet werden, dass Omurtag die Maßnahmen seines Vorgängers nicht fortsetzte, doch erlauben die Quellen keine sichere Aussage. Jedenfalls schloss Omurtag mit dem byzantinischen Kaiser Leon V. Ende 815 oder Anfang 816 einen auf 30 Jahre befristeten Friedensvertrag ab. Tatsächlich leitete dieser Vertrag eine Phase der Annäherung Bulgariens an Byzanz ein, Omurtag hielt sich an die vertraglichen Verpflichtungen. Er unterstützte auch Kaiser Michael II. im Kampf gegen den Usurpator Thomas.
818 wandten sich slawische Stämme im Donau-Theiß-Gebiet dem Fränkischen Reich zu. Sie beschwerten sich bei Kaiser Ludwig dem Frommen, dass nach Reformen im Bulgarischen Reich ihre bisherigen Rechte beschnitten worden waren. Omurtag versuchte 824 und 826 in Briefen eine diplomatische Lösung für dieses Gebiet. Die Briefe blieben wahrscheinlich unbeantwortet. Im Jahre 824 erschienen zudem zum ersten Mal bulgarische Gesandte am fränkischen Hof Ludwigs des Frommen mit dem Wunsch, die gemeinsamen Grenzen festzusetzen. 827 eroberte Omurtag das Gebiet entlang der Save bis Sirmium und gliederte es 829 endgültig seinem Herrschaftsgebiet ein. 827 und 829 wird von bulgarischen Überfällen im Drautal berichtet. 832 erreichte erneut eine bulgarische Gesandtschaft Aachen und überbrachte Geschenke und vielleicht noch zu Lebzeiten Omurtags kam es zu einer vertraglichen Grenzregelung zwischen Franken und Bulgaren.
Der byzantinische Einfluss wirkte sich auch auf Omurtags Bautätigkeit (etwa in der Hauptstadt Pliska) aus, außerdem sind griechische Inschriften aus dieser Zeit erhalten. Der Endpunkt dieser Entwicklung war die endgültige Christianisierung Bulgariens ein halbes Jahrhundert später. Gegenüber dem Adel betrieb Omurtag eine insgesamt erfolgreiche Zentralisierungspolitik. Omurtags Nachfolge trat sein jüngster Sohn Malamir an, der eine harte anti-christliche Politik betrieb.
Seit 2005 ist er Namensgeber für den Omurtag-Pass auf der Livingston-Insel in der Antarktis.